# Un conte de bonnes femmes
Un conte de bonnes femmes (The Old Wives' Tale) est un roman d'Arnold Bennett publié aux Royaume-Uni en 1908. Traduit de l'anglais par Marcel de Coppet, il est publié en France en 1931 aux éditions Gallimard.

## Accueil critique
Il figure à la 87e place dans la liste des cent meilleurs romans de langue anglaise du XXe siècle établie par la Modern Library en 1998.